# Agonum iridipenne
Agonum iridipenne är en skalbaggsart som beskrevs av Victor Ivanovitsch Motschulsky. Agonum iridipenne ingår i släktet Agonum och familjen jordlöpare. Inga underarter finns listade i Catalogue of Life.